# Claudia Maria Riehl
Claudia Maria Riehl (* 25. September 1962 in Ingolstadt) ist eine deutsche Germanistin.

## Leben
Von 1982 bis 1987 studierte sie Germanistik, Italianistik und Klassische Philologie an den Universitäten Bamberg, Regensburg und Eichstätt. Von 1987 bis 1992 war sie wissenschaftliche Mitarbeiterin am Lehrstuhl von Anne Betten in Eichstätt. 1991 wurde sie zur Doktorin der Philosophie promoviert. Von 1992 bis 1994 war sie Postdoktorandin am Graduiertenkolleg Mündlichkeit / Schriftlichkeit an der Albert-Ludwigs-Universität Freiburg. Nach der Habilitation 1998 für Allgemeine Sprachwissenschaft und Deutsche Philologie in Freiburg im Breisgau war sie von 2004 bis 2012 Professorin für Sprachwissenschaft des Deutschen an der Universität zu Köln. Seit 2012 ist sie W3-Professorin für Germanistische Linguistik mit Schwerpunkt Deutsch als Fremdsprache an der LMU München und Leiterin des Instituts DaF.
Dort sind die Forschungsschwerpunkte Sprachkontakt und Mehrsprachigkeit, Mehrsprachigkeitsdidaktik, Kulturspezifik von Texten und Diskursen, Textlinguistik und Pragmatik (v. a. Textproduktion und Textrezeption, auch sprachgeschichtlich) und Minderheitensprachen, Regionalsprachen, Spracheinstellungen (soziolinguistische und psycholinguistische Ansätze).